# James Owen (Politiker)
James Owen (* 7. Dezember 1784 bei Wilmington, North Carolina; † 4. September 1865 ebenda) war ein US-amerikanischer Politiker. Zwischen 1817 und 1819 vertrat er den Bundesstaat North Carolina im US-Repräsentantenhaus.

## Werdegang
James Owen besuchte die Bingham’s Academy in Pittsboro. Danach wurde er in der Landwirtschaft tätig. Politisch schloss sich Owen der Demokratisch-Republikanischen Partei an. Zwischen 1808 und 1811 saß er als Abgeordneter im Repräsentantenhaus von North Carolina.
Bei den Kongresswahlen des Jahres 1816 wurde Owen im fünften Wahlbezirk von North Carolina in das US-Repräsentantenhaus in Washington, D.C. gewählt, wo er am 4. März 1817 die Nachfolge von Charles Hooks antrat. Bis zum 3. März 1819 konnte er nur eine Legislaturperiode im Kongress absolvieren, ehe Hooks sein altes Mandat zurückgewann. Später wurde Owen Präsident der Eisenbahngesellschaft Wilmington & Raleigh Railroad. Er starb am 4. September 1865 in seinem Heimatort Wilmington.